# Division IB du Championnat du monde junior de hockey sur glace 2017
Le tournoi de la Division IB du Championnat du monde junior de hockey sur glace 2017 a lieu à l'Icecenter de Budapest du 11 au 17 décembre 2016.

## Format de la compétition
Le Championnat du monde junior de hockey sur glace est un ensemble de plusieurs tournois regroupant les nations en fonction de leur niveau. Les meilleures équipes disputent le titre dans la Division Élite.
Les 10 équipes de la Division Élite sont scindées en deux poules de 5 où elles disputent un tour préliminaire. Les 4 meilleures sont qualifiées pour les quarts de finale. Les derniers de chaque poule s'affrontent dans un tour de relégation, au meilleur des 3 matches. Le perdant est relégué en Division I A.
Pour les autres divisions qui comptent 6 équipes (sauf la Division III qui en compte 8), les équipes s’affrontent entre elles et, à l'issue de cette compétition, le premier est promu dans la division supérieure et le dernier est relégué dans la division inférieure.
Lors des phases de poule, les points sont attribués ainsi :
- victoire : 3 points ;
- victoire en prolongation ou aux tirs de fusillade : 2 points ;
- défaite en prolongation ou aux tirs de fusillade : 1 point ;
- défaite : 0 point.

## Résultats
| 11 décembre 2016 | Ukraine | 2-4 (0-1, 0-1, 2-2) | Pologne | Icecenter |

| Feuille de match | Feuille de match | Feuille de match | Feuille de match | Feuille de match              |
| ---------------- | ---------------- | ---------------- | ---------------- | ----------------------------- |
|                  |                  |                  |                  | Arbitrage : Juges de lignes : |
|                  |                  |                  |                  |                               |
|                  |                  |                  |                  |                               |
|                  |                  |                  |                  |                               |

| 11 décembre 2016 | Hongrie | 5-2 (1-0, 4-1, 0-1) | Italie | Icecenter |

| Feuille de match | Feuille de match | Feuille de match | Feuille de match | Feuille de match              |
| ---------------- | ---------------- | ---------------- | ---------------- | ----------------------------- |
|                  |                  |                  |                  | Arbitrage : Juges de lignes : |
|                  |                  |                  |                  |                               |
|                  |                  |                  |                  |                               |
|                  |                  |                  |                  |                               |

| 11 décembre 2016 | Slovénie | 4-3 (pr) (1-1, 0-0, 0-0, 0-1) | Grande-Bretagne | Icecenter |

| Feuille de match | Feuille de match | Feuille de match | Feuille de match | Feuille de match              |
| ---------------- | ---------------- | ---------------- | ---------------- | ----------------------------- |
|                  |                  |                  |                  | Arbitrage : Juges de lignes : |
|                  |                  |                  |                  |                               |
|                  |                  |                  |                  |                               |
|                  |                  |                  |                  |                               |

| 12 décembre 2016 | Italie | 1-2 (pr) (1-1, 0-0, 0-0, 0-1) | Ukraine | Icecenter |

| Feuille de match | Feuille de match | Feuille de match | Feuille de match | Feuille de match              |
| ---------------- | ---------------- | ---------------- | ---------------- | ----------------------------- |
|                  |                  |                  |                  | Arbitrage : Juges de lignes : |
|                  |                  |                  |                  |                               |
|                  |                  |                  |                  |                               |
|                  |                  |                  |                  |                               |

| 12 décembre 2016 | Grande-Bretagne | 1-5 (0-3, 1-1, 0-1) | Hongrie | Icecenter |

| Feuille de match | Feuille de match | Feuille de match | Feuille de match | Feuille de match              |
| ---------------- | ---------------- | ---------------- | ---------------- | ----------------------------- |
|                  |                  |                  |                  | Arbitrage : Juges de lignes : |
|                  |                  |                  |                  |                               |
|                  |                  |                  |                  |                               |
|                  |                  |                  |                  |                               |

| 12 décembre 2016 | Pologne | 5-3 (1-0, 2-1, 2-2) | Slovénie | Icecenter |

| Feuille de match | Feuille de match | Feuille de match | Feuille de match | Feuille de match              |
| ---------------- | ---------------- | ---------------- | ---------------- | ----------------------------- |
|                  |                  |                  |                  | Arbitrage : Juges de lignes : |
|                  |                  |                  |                  |                               |
|                  |                  |                  |                  |                               |
|                  |                  |                  |                  |                               |

| 14 décembre 2016 | Italie | 0-7 (0-2, 0-1, 0-4) | Slovédnie | Icecenter |

| Feuille de match | Feuille de match | Feuille de match | Feuille de match | Feuille de match              |
| ---------------- | ---------------- | ---------------- | ---------------- | ----------------------------- |
|                  |                  |                  |                  | Arbitrage : Juges de lignes : |
|                  |                  |                  |                  |                               |
|                  |                  |                  |                  |                               |
|                  |                  |                  |                  |                               |

| 14 décembre 2016 | Hongrie | 3-1 (1-1, 0-0, 2-0) | Ukraine | Icecenter |

| Feuille de match | Feuille de match | Feuille de match | Feuille de match | Feuille de match              |
| ---------------- | ---------------- | ---------------- | ---------------- | ----------------------------- |
|                  |                  |                  |                  | Arbitrage : Juges de lignes : |
|                  |                  |                  |                  |                               |
|                  |                  |                  |                  |                               |
|                  |                  |                  |                  |                               |

| 14 décembre 2016 | Pologne | 3-2 (TB) (0-1, 1-1, 1-0, 0-0, 1-0) | Grande-Bretagne | Icecenter |

| Feuille de match | Feuille de match | Feuille de match | Feuille de match | Feuille de match              |
| ---------------- | ---------------- | ---------------- | ---------------- | ----------------------------- |
|                  |                  |                  |                  | Arbitrage : Juges de lignes : |
|                  |                  |                  |                  |                               |
|                  |                  |                  |                  |                               |
|                  |                  |                  |                  |                               |

| 15 décembre 2016 | Ukraine | 1-4 (1-2, 0-2, 0-0) | Slovénie | Icecenter |

| Feuille de match | Feuille de match | Feuille de match | Feuille de match | Feuille de match              |
| ---------------- | ---------------- | ---------------- | ---------------- | ----------------------------- |
|                  |                  |                  |                  | Arbitrage : Juges de lignes : |
|                  |                  |                  |                  |                               |
|                  |                  |                  |                  |                               |
|                  |                  |                  |                  |                               |

| 15 décembre 2016 | Pologne | 5-4 (4-0, 1-0, 0-4) | Hongrie | Icecenter |

| Feuille de match | Feuille de match | Feuille de match | Feuille de match | Feuille de match              |
| ---------------- | ---------------- | ---------------- | ---------------- | ----------------------------- |
|                  |                  |                  |                  | Arbitrage : Juges de lignes : |
|                  |                  |                  |                  |                               |
|                  |                  |                  |                  |                               |
|                  |                  |                  |                  |                               |

| 15 décembre 2016 | Grande-Bretagne | 1-4 (0-3, 1-1, 0-0) | Italie | Icecenter |

| Feuille de match | Feuille de match | Feuille de match | Feuille de match | Feuille de match              |
| ---------------- | ---------------- | ---------------- | ---------------- | ----------------------------- |
|                  |                  |                  |                  | Arbitrage : Juges de lignes : |
|                  |                  |                  |                  |                               |
|                  |                  |                  |                  |                               |
|                  |                  |                  |                  |                               |

| 17 décembre 2016 | Italie | 5-4 (3-1, 1-1, 1-2) | Pologne | Icecenter |

| Feuille de match | Feuille de match | Feuille de match | Feuille de match | Feuille de match              |
| ---------------- | ---------------- | ---------------- | ---------------- | ----------------------------- |
|                  |                  |                  |                  | Arbitrage : Juges de lignes : |
|                  |                  |                  |                  |                               |
|                  |                  |                  |                  |                               |
|                  |                  |                  |                  |                               |

| 17 décembre 2016 | Slovénie | 3-4 (0-1, 3-0, 0-3) | Hongrie | Icecenter |

| Feuille de match | Feuille de match | Feuille de match | Feuille de match | Feuille de match              |
| ---------------- | ---------------- | ---------------- | ---------------- | ----------------------------- |
|                  |                  |                  |                  | Arbitrage : Juges de lignes : |
|                  |                  |                  |                  |                               |
|                  |                  |                  |                  |                               |
|                  |                  |                  |                  |                               |

| 17 décembre 2016 | Grande-Bretagne | 1-3 (0-1, 0-1, 1-1) | Ukraine | Icecenter |

| Feuille de match | Feuille de match | Feuille de match | Feuille de match | Feuille de match              |
| ---------------- | ---------------- | ---------------- | ---------------- | ----------------------------- |
|                  |                  |                  |                  | Arbitrage : Juges de lignes : |
|                  |                  |                  |                  |                               |
|                  |                  |                  |                  |                               |
|                  |                  |                  |                  |                               |

## Classement final
| Clt   | Équipe          | PJ | V | VP | D | DP | BP | BC | Diff | Pts |
| ----- | --------------- | -- | - | -- | - | -- | -- | -- | ---- | --- |
| +001, | Hongrie         | 5  | 4 | 0  | 1 | 0  | 21 | 12 | +9   | 12  |
| +002, | Pologne         | 5  | 3 | 1  | 1 | 0  | 21 | 16 | +5   | 11  |
| +003, | Slovénie        | 5  | 2 | 1  | 2 | 0  | 21 | 13 | +8   | 8   |
| +004, | Italie          | 5  | 2 | 0  | 2 | 1  | 12 | 19 | -7   | 7   |
| +004, | Ukraine         | 5  | 1 | 1  | 3 | 0  | 9  | 13 | -4   | 5   |
| +005, | Grande-Bretagne | 5  | 0 | 0  | 3 | 2  | 8  | 19 | -11  | 2   |

- Promu en Division IA en 2018
- Relégué en Division IIA en 2018

Pour les significations des abréviations, voir statistiques du hockey sur glace.

## Récompenses individuelles
| Rang | Joueur               | Pays     | PJ | B | A | Pts | +/− | Pun |
| ---- | -------------------- | -------- | -- | - | - | --- | --- | --- |
| 1    | Alan Łyszczarczyk    | Pologne  | 5  | 4 | 7 | 11  | 0   | 6   |
| 2    | Bartłomiej Jeziorski | Pologne  | 5  | 6 | 4 | 10  | +2  | 2   |
| 3    | Andor Péeter         | Hongrie  | 5  | 3 | 5 | 8   | +5  | 0   |
| 3    | Marcell Révész       | Hongrie  | 5  | 3 | 5 | 8   | +6  | 2   |
| 5    | Nik Simšič           | Slovénie | 5  | 2 | 6 | 8   | +3  | 12  |
| 6    | Martin Sági          | Hongrie  | 5  | 6 | 1 | 7   | +8  | 2   |
| 7    | Žan Jezovšek         | Slovénie | 5  | 4 | 3 | 7   | +3  | 16  |
| 8    | Blaž Tomaževič       | Slovénie | 5  | 2 | 4 | 6   | +3  | 2   |
| 9    | Kamil Wróbel         | Pologne  | 5  | 4 | 1 | 5   | +7  | 2   |
| 10   | Luka Maver           | Slovénie | 5  | 2 | 3 | 5   | +3  | 4   |
| 10   | Mateusz Gościński    | Pologne  | 5  | 2 | 3 | 5   | +7  | 4   |

| Rang | Joueur             | Pays     | Min          | BC | Moy  | %Arr  | Bl |
| ---- | ------------------ | -------- | ------------ | -- | ---- | ----- | -- |
| 1    | Bogdan Dyachenko   | Ukraine  | 180 min 0 s  | 8  | 2,67 | 92,59 | 0  |
| 2    | Mark Vlahovič      | Slovénie | 241 min 41 s | 8  | 1,99 | 92,38 | 1  |
| 3    | Mykyta Petlenko    | Ukraine  | 120 min 46 s | 5  | 2,48 | 92,19 | 0  |
| 4    | David Mark Kovacs  | Hongrie  | 191 min 38 s | 8  | 2,50 | 91,75 | 0  |
| 5    | Hannes Treibenreif | Italie   | 180 min 0 s  | 10 | 3,33 | 91,15 | 0  |

Pour les significations des abréviations, voir statistiques du hockey sur glace.
Nota : seuls sont classés les gardiens ayant joué au minimum 40 % du temps de jeu de leur équipe.